# معتصم سالم
معتصم سالم (عربی: معتصم سالم؛ زادهٔ ۲ سپتامبر ۱۹۸۰) یک ورزشکار اهل مصر است.
از باشگاه‌هایی که در آن بازی کرده‌است می‌توان به باشگاه ورزشی اسماعیلی و تیم ملی فوتبال مصر اشاره کرد.
وی همچنین در تیم ملی فوتبال مصر بازی کرده است.